# Luis Franco Vera
Luis Franco Vera (n. Madrid, 8 de enero de 1942) es un químico español y miembro de la Real Academia de Ciencias Exactas, Físicas y Naturales.
Doctorado en Ciencias Químicas por la Universidad Complutense, es catedrático de Bioquímica y Biología Molecular de la Universidad de Valencia desde 1981. Ha sido en ella Vicedecano de la Facultad de Biología y Director del departamento de su especialidad, así como Director del Instituto de Química de la Institución Valenciana de Estudios e Investigación. 
Después de una estancia postdoctoral (1971) en el Chester-Beatty Research Institute de Londres se especializó en la estructura y función de la cromatina, tema sobre el que ha desarrollado como investigador principal once proyectos de investigación competitivos. Ha publicado libros y monografías y cerca de un centenar de artículos de investigación y dirigido 20 tesis doctorales. Ha presentado 7 ponencias por invitación en congresos internacionales y 4 en nacionales, así como numerosas comunicaciones en reuniones de uno y otro tipo y pronunciado diversas conferencias, siendo un reconocido especialista en regulación de la expresión génica por histonas.
Ha escrito sobre temas de bioética y pertenece al comité científico de la Asociación Española de Bioética.